# Elecciones presidenciales de Uruguay de 1919
El 1 de marzo de 1919 se realizaron elecciones presidenciales y del CNA en Uruguaypara elegir al presidente de la república en el período comprendido entre el 1 de marzo de 1919 al 1 de marzo de 1923 y a la totalidad de los miembros del Consejo Nacional de Administración para diferentes períodos.
Esta fue la última elección realizada bajo las normas de la constitución de 1830, la cual establecía que el presidente de la república sería elegido mediante votación nominal por todos los miembros de la Asamblea General en una sesión permanente realizada el 1 de marzo, requiriéndose una pluralidad absoluta para ser investido en el cargo.

## Sistema Electoral
El sufragio solo lo ejercían los miembros de la asamblea general. El voto no era secreto, ya que los Diputados y Senadores tenían que firmar su balota.

## Resultados

### Presidenciales
| Candidato            | Partido             | Votos | %      |
| -------------------- | ------------------- | ----- | ------ |
| Baltasar Brum        | Partido Colorado    | 81    | 63.28  |
| Juan Ángel Golfarini | Partido Nacional    | 47    | 36.72  |
| Ausentes/No votaron  | Ausentes/No votaron | 14    | -      |
| Total                | Total               | 142   | 100.00 |
| Fuente:              |                     |       |        |

### Consejo Nacional de Administración
| Miembros Electos                                  | Miembros Electos                                                                           | Votos            | %                |
| ------------------------------------------------- | ------------------------------------------------------------------------------------------ | ---------------- | ---------------- |
| Por la mayoría                                    | Feliciano Viera, Ricardo Areco, Domingo Arena, Pedro Cosio, Francisco Soca, Santiago Rivas | 86               | 86.00            |
| Por la minoría                                    | Alfredo Vásquez Acevedo, Carlos Berro, Martín C. Martínez                                  | 14               | 14.00            |
| Ausentes/No votaron                               | Ausentes/No votaron                                                                        | 42               | -                |
| Total                                             | Total                                                                                      | 142              | 100.00           |
| Fuente:                                           |                                                                                            |                  |                  |
| Presidente del Consejo Nacional de Administración |                                                                                            |                  |                  |
| Titular                                           | Titular                                                                                    | Electo           | Electo           |
| Ninguno                                           | Ninguno                                                                                    | Feliciano Viera  | Feliciano Viera  |
| (Cargo creado)                                    | (Cargo creado)                                                                             | Partido Colorado | Partido Colorado |